# VfvB Ruhrort-Laar
Der VfvB Ruhrort-Laar (offiziell Verein für volkstümliche Bewegungsspiele Ruhrort-Laar 1900/06 e. V.) ist ein Sportverein aus dem Duisburger Stadtteil Ruhrort. Die erste Fußballmannschaft der Männer spielte sieben Jahre in der höchsten niederrheinischen Amateurliga und nahm einmal am Tschammerpokal, dem Vorläufer des DFB-Pokals, teil.

## Geschichte
Der Verein wurde im Jahre 1900 als Ruhrorter Ballspiel-Verein gegründet und nannte sich ab 1903 VfvB Ruhrort. Dieser fusionierte im Jahre 1945 mit dem SV Hütte Ruhrort-Meiderich zum heutigen VfvB Ruhrort-Laar.

### Fußball
Die Fußballer stiegen im Jahre 1908 erstmals in die höchste Spielklasse auf. Drei Jahre später wurde die Mannschaft Meister der A-Klasse Ruhr/Mark und wurde nach einem 6:1-Sieg über Olympia Osnabrück westdeutscher A-Klassenmeister. Damit qualifizierte sich das Team für das Endspiel um die Westdeutsche Meisterschaft, das mit 0:3 gegen den Duisburger SpV verloren wurde. Dennoch stieg der VfvB in die Zehnerliga auf, musste allerdings als Tabellenletzter gleich wieder absteigen. In den Jahren der Weimarer Republik gehörte der Verein der höchsten Spielklasse im Bezirk Niederrhein an und belegte stets Plätze in der oberen Tabellenhälfte. An den Spitzenmannschaften aus Duisburg kam der Verein jedoch nicht vorbei. Im Jahre 1933 wurde der Verein nicht in die Gauliga Niederrhein aufgenommen und spielte bis zum Kriegsende zweitklassig. 1936 qualifizierten sich die Ruhrorter u. a. durch ein 3:2 n. V. bei Hamborn 07 in der Gaupokalrunde für die 1. Hauptrunde im Tschammerpokal, wo am 14. Juni 1936 der Vorjahresfinalist und mehrmalige Deutsche Meister FC Schalke 04 zu Gast war, der sich bei den Ruhrortern mit 5:2 durchsetzen konnte.
Nach Kriegsende gelang dem VfvB im Jahre 1949 der Aufstieg in die Landesliga, die damals höchste Amateurliga am Niederrhein. Nach dem Verlust mehrerer Leistungsträger erfolgte zwei Jahre später der Abstieg. Neue Erfolge brachten die 1960er Jahre, als die Ruhrorter 1961 nach einem 5:1-Sieg im Entscheidungsspiel gegen die SpVgg Meiderich 06 in die Landesliga zurückkehrten. Drei Jahre später gelang der Aufstieg in die zwischenzeitlich errichtete drittklassige Verbandsliga Niederrhein. Für die Verbandsliga musste der VfvB in das Hamborner Schwelgernstadion ausweichen. Der sechste Platz in der Aufstiegssaison 1964/65 bildeten den sportlichen Zenit des Vereins nach dem Zweiten Weltkrieg. Drei Abstiege in Folge zwischen 1969 und 1971 brachten den Verein in die Kreisliga.
Nach Aufstiegen in den Jahren 1973 und 1976 kehrten die Ruhrorter noch einmal in die Landesliga zurück, ehe der Club 1980 nach zwei Abstiegen in Folge wieder in der Kreisliga ankam. Abgesehen von Bezirksligagastspielen in den Spielzeiten 1989/90, 1995/96, von 2001 bis 2005 und von 2007 bis 2010 ist die Kreisliga A die sportliche Heimat des VfvB geworden.

### Leichtathletik
Otto Fleiter wurde im Jahre 1913 Deutscher Meister im Stabhochsprung.

### Basketball
1950 wurde, u. a. durch Werner Nagel, die Basketball-Abteilung gegründet. Durch zahlreiche Kontakte auch nach Frankreich ergaben sich schnell Erfolge, so stiegen 1956 sowohl die Herren als auch die Damen in die damalige Oberliga West, der höchsten Spielklasse, auf. In den 60er Jahren waren die Herren dann auch im Basketballkreis Niederrhein (bei dessen Gründung waren die Ruhrorter als Gast dabei, Werner Nagel auch mal 1. Vorsitzender und seit 1960 Ehrenvorsitzender des Kreises) erfolgreich, 6 Pokalgewinne konnten zwischen 1963 und 1969 erzielt werden. In den 70ern gab es dann die erste Krise, 1978 stand die Abteilung vor der Auflösung. Aber es ging weiter, Jugendteams wurden gefördert, was sich positiv auswirkte. Ende der 80er hatte man 4 Herrenmannschaften und stieg sogar wieder in die Landesliga auf. Seit Mitte der 00er Jahre hat die Abteilung aber wieder unter Mitgliederschwund zu leiden. Zuletzt konnten lediglich zwei, drei oder maximal 4 Teams für die Meisterschaften gemeldet werden. Immerhin gab es im weiblichen Bereich 2016 das Double von Kreismeisterschaft und Kreispokal zu feiern.

## Persönlichkeiten
| - Joachim Hopp - Christoph Daum - Otto Fleiter | - Gregor Grillemeier - Friedhelm Haebermann - Peter Lay | - Gerry Neef - Adolf Riebe |